# Polímer de cristall líquid
Els polímers de cristall líquid (LCP) són polímers amb propietats de cristall líquid, que solen contenir anells aromàtics com a mesògens. Malgrat els LCP no reticulats, els materials polimèrics com els elastòmers de cristall líquid (LCE) i les xarxes de cristall líquid (LCN) també poden presentar cristal·linitat líquida. Tots dos són LCP reticulats, però tenen una densitat d'enllaç creuat diferent. S'utilitzen àmpliament al mercat de la pantalla digital. A més, els LCP tenen propietats úniques com l'accionament tèrmic, la inflor anisotròpica i l'elasticitat suau. Per tant, poden ser bons actuadors i sensors. Una de les aplicacions més famoses i clàssiques dels LCP és el Kevlar, una fibra forta però lleugera amb aplicacions àmplies, sobretot armilles antibales.

## Rerefons
La cristal·linitat líquida dels polímers es pot produir dissolint un polímer en un dissolvent (polímers liotròpics de cristall líquid) o escalfant un polímer per sobre del seu punt de transició de vidre o de fusió (polímers termotròpics de cristall líquid). Els polímers de cristall líquid estan presents en forma fosa/líquida o sòlida. En forma sòlida, el principal exemple de LCP liotròpics és l'aramida comercial coneguda com a Kevlar. L'estructura química d'aquesta aramida consisteix en anells aromàtics substituïts linealment units per grups amida. De manera similar, diverses sèries de LCP termotròpics han estat produïdes comercialment per diverses empreses.
Un gran nombre de LCP, produïts a la dècada de 1980, mostraven un ordre en la fase de fusió anàloga al que presenten els cristalls líquids no polimèrics. El processament de LCP a partir de fases de cristall líquid (o mesofases) dona lloc a fibres i materials injectats amb propietats mecàniques elevades com a conseqüència de les propietats d'autoreforçament derivades de l'orientació macromolecular a la mesofase.
Els LCP es poden processar en fusió en equips convencionals a altes velocitats amb una excel·lent replicació dels detalls del motlle. L'elevada facilitat de formació dels LCP és un avantatge competitiu important enfront d'altres plàstics, ja que compensa l'elevat cost de la matèria primera.
LCP polars i bowlic, que tenen propietats úniques i aplicacions potencials, no s'han produït àmpliament amb finalitats industrials.

## Propietats
Una classe única de polièsters aromàtics parcialment cristal·lins basats en àcid p-hidroxibenzoic i monòmers relacionats, els polímers de cristall líquid són capaços de formar regions d'estructura altament ordenada mentre es troben en fase líquida. Tanmateix, el grau d'ordre és una mica menor que el d'un cristall sòlid regular. Normalment, els LCP tenen una alta resistència mecànica a altes temperatures, una resistència química extrema, un retard de flama inherent i una bona resistència a la intempèrie. Els polímers de cristall líquid es presenten en una varietat de formes, des de sinterització d'alta temperatura fins a compostos modelables per injecció. Els LCP es poden soldar, tot i que les línies creades per la soldadura són un punt feble en el producte resultant. Els LCP tenen un alt coeficient d'expansió tèrmica de l'eix Z.
Els LCP són excepcionalment inerts. Resisteixen el craqueig per tensió en presència de la majoria de productes químics a temperatures elevades, inclosos hidrocarburs aromàtics o halogenats, àcids forts, bases, cetones i altres substàncies industrials agressives. L'estabilitat hidrolítica en aigua bullint és excel·lent. Els ambients que deterioren els polímers són vapor d'alta temperatura, àcid sulfúric concentrat i materials càustics en ebullició.
Els LCP polars i bowlic són ferroelèctrics, amb un ordre de magnitud de temps de reacció més petit que el dels LC convencionals i es podrien utilitzar per fer interruptors ultraràpids. Els polímers columnars bolics posseeixen tubs llargs i buits; amb àtoms de metall o metall de transició afegits al tub, podrien formar superconductors de Tc ultra alt.

## Usos
A causa de les seves diverses propietats, els LCP són útils per a peces elèctriques i mecàniques, envasos d'aliments i qualsevol altra aplicació que requereixi inercia química i alta resistència. LCP és especialment bo per a l'electrònica de freqüència de microones a causa de les baixes constants dielèctriques relatives, els baixos factors de dissipació i la disponibilitat comercial de laminats. Els sistemes microelectromecànics d'envasos (MEMS) és una altra àrea que LCP ha guanyat més atenció recentment. Les propietats superiors dels LCP els fan especialment adequats per a components del sistema d'encesa d'automòbils, connectors d'endoll d'escalfador, endolls de llum, components del sistema de transmissió, components de bombes, formes de bobina i sensors de llum solar i sensors per a cinturons de seguretat de cotxes. Els LCP també són adequats per als aficionats a l'ordinador, on la seva alta resistència a la tracció i rigidesa permeten toleràncies de disseny més estrictes, un rendiment més elevat i menys soroll, tot i que a un cost significativament més elevat.